# 光速电神
《光速电神》是東映動画制作的机器人动画。1983年3月30日至1984年2月8日在东京电视台网播放，全45集。在台灣曾由台視購入播出。香港則由亞視1985年本港台播出。楊仲恩、杜少明、阮令濤 主唱主題曲。

## 劇情大綱
自稱是宇宙支配者的軍事組織Derringer開始侵略地球。青葉學園的三位學生圓條寺大作、神哲也和水木 螢出手阻止。他們駕駛自製的机器人作战却惨败，他們就用中心的設備,想把机器人改造成戰鬥用，然后被螢的父親水木教授看到。水木教授在看了三部机器人後，發現自己的構想能實現，就替机器人改造。最後水木教授改造出可以有三體合體六變化的机器人光速電神，能保衛地球。

## 製作群
- 企画：小野耕人（東映）、及部保雄、富田泰弘（東映エージェンシー）、小湊洋市（東映動画）
- 原案：八手三郎（連載誌：《テレビランド》、《てれびくん》）
- 音樂：渡辺宙明
- 人物設定：影山楙倫（カナメプロ）
- 機械設定：大畑晃一、冰魚章、小原髪夫（カナメプロ）
- 設計協力：原田吉郎
- 企画協力：秋野紅葉（Y&K）
- 美術設定：辻忠直
- 總監督：森下孝三
- 製作担當：蕪木登喜司
- 製作：東映、東映エージェンシー、東映動画

## 游戏
播映完毕后的1984年3月，世嘉企业在街机平台发行了清版射击游戏《Albegas》（アルベガス）。Bally Midway原计划在美国以“Cybernaut”为题发行，但最终取消。